# Heerfordt-Syndrom
Das Heerfordt-Syndrom (Febris uveoparotidea) ist eine chronische Entzündung der Ohrspeicheldrüse (Parotis) und der Tränendrüse. Es kann mit einer Beteiligung von Regenbogenhaut und Ziliarkörper des Auges (Iridozyklitis), Hirnnerven, der weiblichen Brust oder Gonaden einhergehen und tritt insbesondere im Zusammenhang mit einer Sarkoidose auf.
Die typische Symptomkonstellation setzt sich zusammen aus:
- Fieber
- Parotisschwellung
- Uveitis anterior
- Fazialislähmung

Die Ursache ist unbekannt.
Das Syndrom wurde nach dem dänischen Augenarzt Christian Heerfordt benannt, der es 1909 beschrieb.